# 丢番图

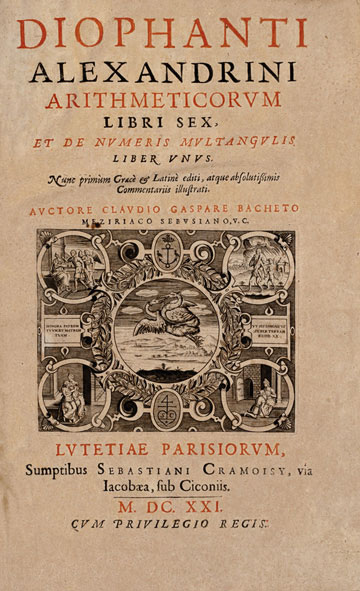
1621年版丢番图《算術》拉丁文譯本

亞歷山大港的丟番图（羅馬化：Dióphantos ho Alexandreús；200年—284年），又譯刁藩都，是罗馬时代的数学家.

## 生平
人们对丢番图的生活知之甚少，一般认为他生活在罗马时期的埃及亚历山大港，生活的年代大概从公元200年或214年到284年或298年。关于他的身份有希腊人、非希腊人、希腊化的埃及人、希腊化的巴比伦人、犹太人、迦勒底人等多种说法。
大部分有关丢番图生平的信息来源于5世纪时希腊人梅特罗多勒斯（Metrodorus）在其文集中收录的一篇具有数学谜题性质的《丢番图墓志铭》：
|  | 坟中安葬着丢番图。 这是多么令人惊讶，它忠实地记录了他一生所经的路。 上帝给予他的童年占一生的六分之一， 又过了生命的十二分之一，两颊长须， 再过七分之一，他燃起婚姻的蜡烛。 五年之后天赐贵子， 但他那可怜的孩子，享年仅及其父之半，便进入冰冷的墓穴。 悲伤只有用数论的研究去弥补， 他把他的全部投入到数学当中， 过了四年，他也走完了属于他的的旅途。 |

据此列一元一次方程可知，丢番图享寿84岁，于33岁时成婚，38岁时生子，80岁时丧子。但此墓志铭的真实性尚不可考。

## 学术成就
丢番图作著的叢書《算術》（Arithmetica）處理求解代數方程組的問題，但其中有不少已經遺失。後來當法國數學家費馬研究《算術》一書時，對其中某個方程頗感興趣並認為其無解，說他對此「已找到一個絕妙的證明」，但卻没有记录下來，直到三個世紀後才出現完整的證明（詳見費馬大定理）。
丢番图的研究在數論中占有重要地位，如丟番圖方程、丟番圖幾何、丟番圖逼近等都是數學裡的重要領域。丟番圖是第一個承認分數是一種數的希臘數學家，并允許方程中的系數和解為有理數，這在數學史中是具有開創性的。不過在今天，丟番圖方程一詞通常指以整數作為系數的代數方程，而其解也要求是整數。丟番圖在數學符號方面也作出了貢獻。